# Pseudohyorrhynchus wadai
Pseudohyorrhynchus wadai is een keversoort uit de familie snuitkevers (Curculionidae). De wetenschappelijke naam van de soort werd in 1950 gepubliceerd door Murayama.